# Valka
Valka è un comune della Lettonia appartenente alla regione storica della Livonia di 10.678 abitanti (dati 2009).
Costituisce un unico nucleo urbano con la città estone di Valga, tagliato in due dalla linea di frontiera.

## Geografia antropica
Il comune è stato istituito nel 2009 ed è formato dalle seguenti località:
- Valka
- Ērģeme
- Kārķi
- Valka
- Vijciems
- Zvārtava